# Macrodactylus curtipilis
Macrodactylus curtipilis är en skalbaggsart som beskrevs av Frey 1969. Macrodactylus curtipilis ingår i släktet Macrodactylus och familjen Melolonthidae. Inga underarter finns listade i Catalogue of Life.